# Quyền nhân thân
Quyền nhân thân, còn được gọi là Quyền cá nhân, Quyền nhận dạng cá nhân bao gồm một số quyền được quy định để bảo vệ đời sống cũng như tự do của một cá nhân. Cụ thể nó bao gồm quyền của một cá nhân kiểm soát việc sử dụng thương mại của tên của mình, hình ảnh, diện mạo, hoặc các đặc điểm rõ ràng khác về nhận dạng cá nhân của mình. Nó thường được coi là một quyền sở hữu tài sản và trái ngược với một quyền cá nhân, và như vậy, hiệu lực của quyền nhân thân có thể tồn tại kể cả sau cái chết của cá nhân, pháp nhân và có thể thừa kế hoặc hiến tặng (mức độ khác nhau tùy thuộc vào thẩm quyền và luật pháp của mỗi quốc gia)